# Phare du cap Spartivento (Calabre)
Le phare du cap Spartivento (en italien : Faro di Capo Spartivento Calabro) est un phare actif situé sur le territoire de la commune de Palizzi (Province de Reggio de Calabre), dans la région de Calabre en Italie. Il est géré par la Marina Militare.

## Histoire
Le phare, mis en service en 1867, est le plus au sud du territoire continental italien. Il est entièrement automatisé et alimenté par le réseau électrique. Il possède un Système d'identification automatique pour la navigation maritime (AIS ATON).

## Description
Le phare  est une tour octogonale en maçonnerie de 15 m de haut, avec galerie et lanterne, au-dessus d'une maison de gardien d'un étage. La tour est peinte en blanc et le dôme de la lanterne est gris métallique. Il émet, à une hauteur focale de 63 m, un bref éclat blanc de 0,3 seconde par période de 8 secondes. Sa portée est de 24 milles nautiques (environ 44 km) pour le feu principal et 18 milles nautiques (environ 33 km) pour le feu de veille.
Identifiant : ARLHS : ITA-043 ; EF-3384 - Amirauté : E1782 - NGA : 10580 .

## Caractéristiques dufeu maritime
Fréquence : 8 secondes (W)
- Lumière : 0,3 seconde
- Obscurité : 7,7 secondes

### Lien connexe
- Liste des phares de l'Italie